# 양연
양연(1485년 ~ 1542년)은 조선 중기의 문신이다. 본관은 남원, 자는 거원, 호는 설옹이다. 세조의 제갈량이라고 불렸으며 대제학을 지낸 양성지의 손자이고 증 좌찬성 양구주의 증손이다. 중종 때 좌찬성을 지냈다. 대사헌 시절에 김안로를 탄핵하여 실각시키고 사사시켰다. 윤임과 가까웠다.

## 생애
음보로 관직에 나가서 충의위에 소속되어 있다가 1524년 별시문과에 병과로 급제하였다. 이후 1527년에 사헌부지평이 되었고 1528년에는 순변사 종사관이 되었다. 이후 다시 지평을 하다가 1529년에는 장령을 거쳐 사간원사간이 되었다. 그 뒤 황해도어사로 나갔다가 종부시첨정을 했고 1530년에는 사도시부정, 사섬시부정을 했다. 1531년에는 장령, 집의, 사간을 했고 1533년에 부응교, 집의를 하다가 장례원판결사에 제수되면서 당상관에 올랐다. 이후 대사간을 하다가 동부승지, 우부승지를 했고 1534년에는 우승지로 영전했다가 다시 사간원대사간으로 옮겼다. 1535년에는 공조참판으로 승진하고 성절사로 명나라에 다녀온 뒤에 1536년에는 전라도관찰사로 외직에 나갔다가 다시 돌아와서 1537년에 좌승지, 도승지를 거쳐서 사헌부대사헌이 되었다가 형조참판으로 옮겼다. 그러다가 다시 사헌부대사헌에 제수되었는데 대사헌 시절에 중종의 밀지를 받아서 윤은보, 유보, 윤임, 김인손, 권예, 심언광, 심언경, 윤인경, 정백붕, 윤안인, 최보한, 임백령 등과 함께 김안로와 그 일당인 채무택, 허항 등을 탄핵하여 실각시키고 사사시켰다. 이후 1538년에 호조참판이 되었고 병조판서로 승차하여 세자빈객을 겸했다. 이후 1539년에 의정부좌참찬에 제수되었다가 1540년에 이조판서로 옮겨서 진휼사를 겸했다. 그 뒤 1541년에 우찬성, 좌찬성을 하다가 다시 이조판서에 제수되었고 판중추부사로 옮겼다가 1542년에 별세한다.

## 평가
사무에 밝았고 병사(兵事)에 능하였다. 척신이자 재상인 윤임과 가까운 사이로 훈구파의 중심인물이며 사림파를 배척하는 활동을 많이 하였다.

## 가족 관계
세조의 제갈량으로 불렸고 대제학을 지낸 양성지가 할아버지이다.